# Montecincla
Montecincla es un género de aves paseriformes de la familia Leiothrichidae. Sus miembros, denominados charlatanes, son endémicos de los Ghats occidentales, en el suroeste de la India.

## Especie
El género contiene cuatro especies:
- Montecincla cachinnans — charlatán de los Nilgiris;
- Montecincla jerdoni — charlatán del Banasura;
- Montecincla fairbanki — charlatán de Kerala;
- Montecincla meridionale — charlatán de Travancore.